# Fritz Rudolf Künker
Fritz Rudolf Künker (* 1949) ist ein deutscher Münzhändler und Gründer des gleichnamigen Auktionshauses in Osnabrück.

## Leben

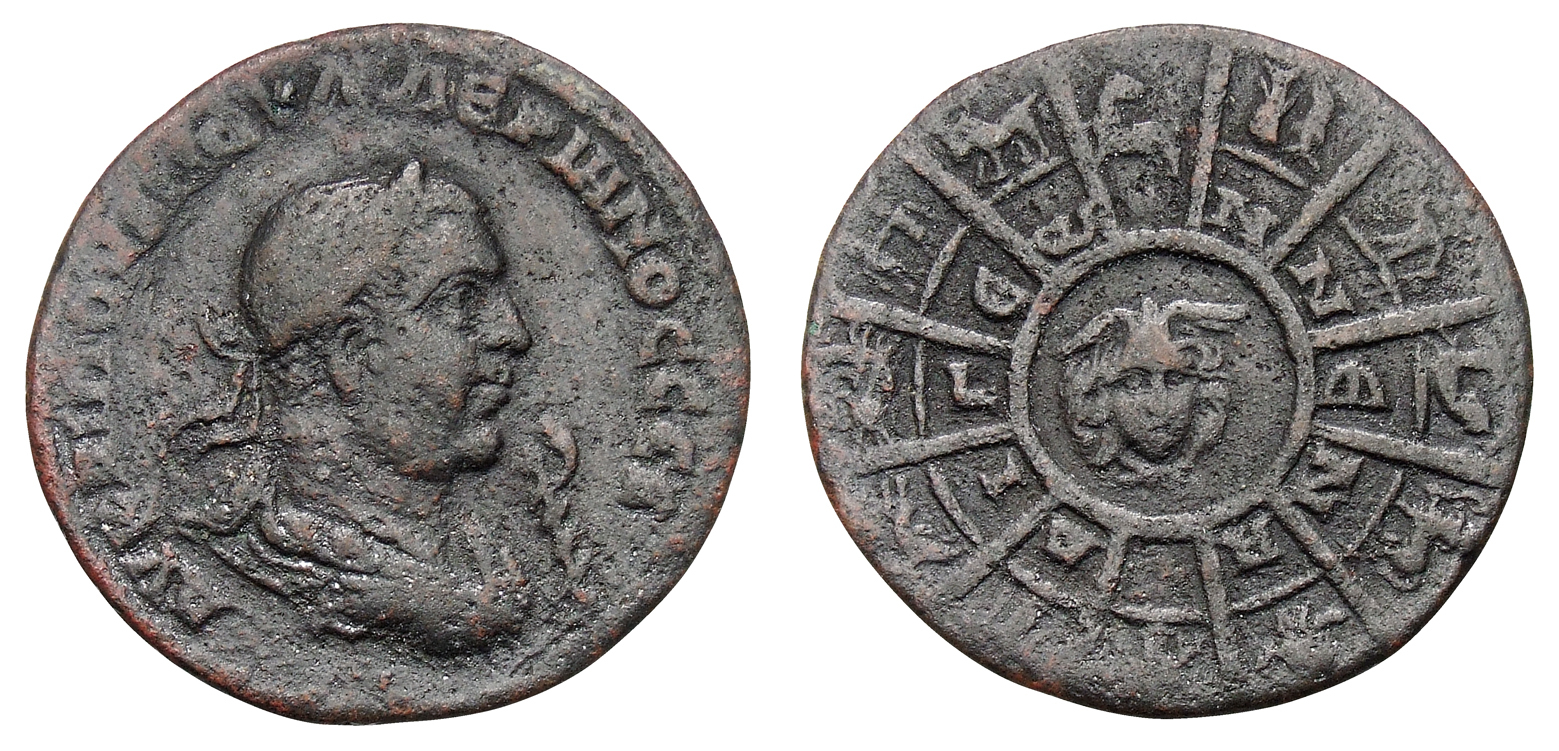
2 Exemplare bekannt: Münze des 260 gestorbenen Kaiser Valerian;
Künkers 105 Auktion (2006); Münzkabinett der Staatlichen Museen zu Berlin

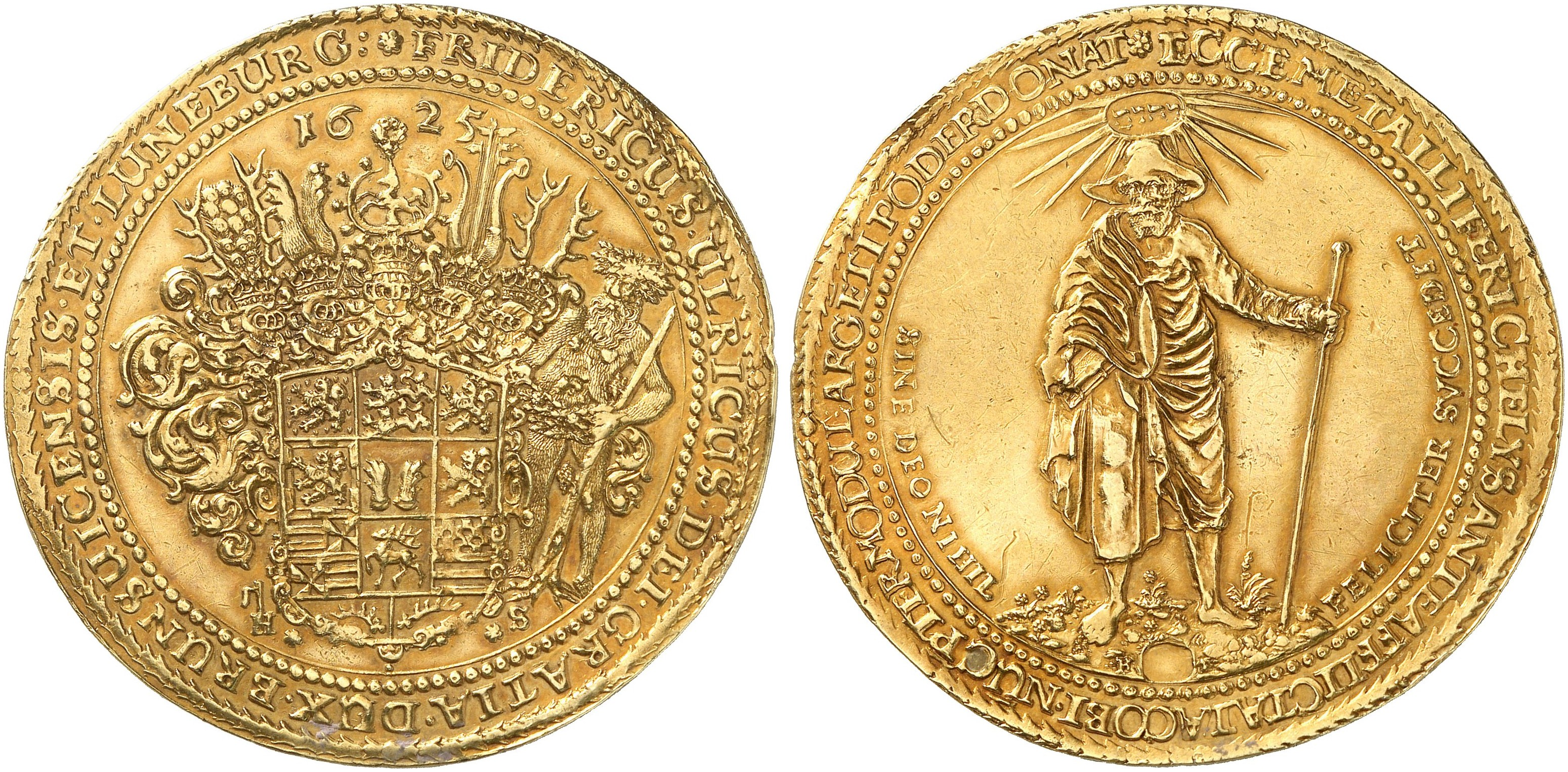
Jakobslöser, 1625 von Münzmeister Henning Schreiber für Herzog Friedrich Ulrich von Braunschweig-Lüneburg geprägt

Fritz Rudolf Künker wurde schon als Schüler Mitte der 1950er Jahre durch ein von seinem Großvater geerbtes 5-Mark-Stück zum Sammeln von Münzen des Deutschen Kaiserreichs angeregt. Nach seinem Schulabschluss studierte er Geschichte und Romanistik in Berlin und Münster. Vorlesungen des Numismatikers Peter Berghaus veranlassten Künker noch während seiner Studienzeit 1971 zur Gründung einer Münzhandlung, die er anfangs alleine und als Einzelkaufmann in seiner Heimatstadt Schapdetten bei Münster betrieb. Im Folgejahr 1972 stellte er seinen Bruder Horst-Rüdiger Künker ein, der sich auf den Goldhandel spezialisierte.
Der Eröffnung eines kleinen Ladengeschäftes 1973 in Osnabrück folgte 1985 der Umzug in eine Villa aus der Gründerzeit im Osnabrücker Stadtteil Westerberg. Unterdessen war Künker 1972 dem Verband der deutschen Münzenhändler (VddM) beigetreten, dem er von 1977 bis 1986 als Präsident vorstand. 1983 war er Mitglied der International Association of Professional Numismatists (IAPN) geworden, in der er als Schatzmeister amtierte und – gemeinsam mit Alain Poinsignon – das Antifälschungskomitee leitete. In dieser Funktion spielte er eine führende Rolle bei der Entlarvung der Münzfälschungen von Otto Wentzlaff.
In den 2000er Jahren unterstützte Künker mehrfach die Kulturstiftung der Länder und das Herzogliche Museum Gotha, darunter mit einer Zustiftung und einer beachtlichen Schenkung beim (Wieder-)Erwerb kulturgeschichtlich bedeutender Stücke aus der Zeit des Herzogtums Sachsen-Gotha und der Münzstätte Gotha.
2014 gab Künker den bisherigen Firmensitz zugunsten eines Neubaus für Auktionen auf. Im selben Jahr zog sich der auch als „K1“ bezeichnete Firmengründer aus der Geschäftsführung zurück, blieb aber weiterhin für das Unternehmen tätig.

## Ehrungen
- Ehrenmitgliedschaft im Verein der Münzfreunde für Westfalen und Nachbargebiete[1]
- 2010 World Money Fair Award (Freneli-Preis)[1]
- 2015 Ehrenkreuz der Sächsischen Numismatischen Gesellschaft, für „einen der verdienstvollsten numismatischen ‚Netzwerker‘ Europas“[4]
- 2018 Eligiuspreis[5]
- 2018 Otto-Paul-Wenger-Preis[6]

## Schriften (Auswahl)
Zwischen 1985 und 2018 verantwortete Künker zahlreiche Publikationen. Unter den mehr als 300 Auktionskatalogen wirkten insbesondere seine frühen Darstellungen geschlossener Sammlungen wie etwa
- 1985 die Sammlung Karl Witte mit Münzen aus Hameln,
- 1987 die Sammlung Egon Beckenbauer mit Proben, sowie
- 1990 die Sammlung Dr. med. Georg Stalling mit Münzen und Medaillen des nordwestdeutschen Raumes

stilbildend für Sammlungspräsentationen in Deutschland.

Außerdem:
- Rudolf Künker und Ulrich Künker (Hrsg.): 50 Jahre Künker. Festschrift. Numismatischer Verlag Fritz Rudolf Künker, Osnabrück 2021, ISBN 978-3-941357-14-3 (Inhaltsverzeichnis).